# Haplobelba simplex
Haplobelba simplex är en kvalsterart som beskrevs av Balogh och Sandór Mahunka 1969. Haplobelba simplex ingår i släktet Haplobelba och familjen Heterobelbidae. Inga underarter finns listade i Catalogue of Life.